# 眼斑龜屬
眼斑龜屬（Sacalia）是地龜科下的一個屬。

## 種
眼斑龜屬下有3種：
- 眼斑龜（Sacalia bealei）
- 四眼斑龜（Sacalia quadriocellata）
- 擬眼斑龜（Sacalia pseudocellata）[1]